# Produktkette

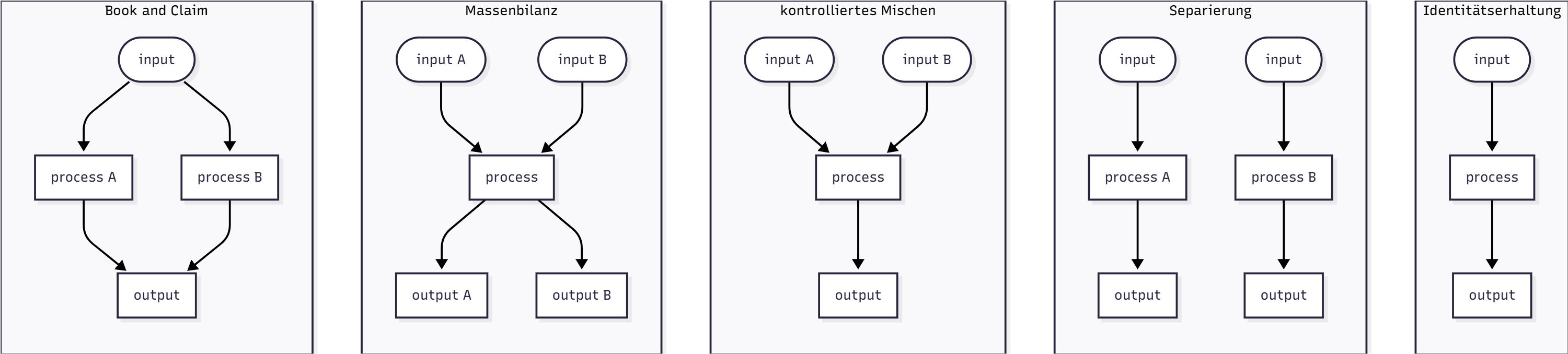
Die verschiedenen Methoden zur Dokumentierung der Produktkette im Vergleich

Die Produktkette (engl. Chain of Custody) dokumentiert den Fluss von Materialien und Rohstoffen über mehrere Stationen der Lieferkette bis zum Endprodukt. Sie ist wichtig für die Zertifizierung von Rohstoffen und deren Rückverfolgbarkeit. Um sicherzustellen, dass die Endprodukte auch wirklich die Anforderungen des Standards erfüllen, verfolgen die Initiativen den Materialfluss über die Produktkette hinweg. So soll zweifelsfrei nachvollziehbar sein, ob ein Rohstoff aus nachhaltiger Gewinnung stammt. Grundlegende Begriffe und Methoden finden sich in ISO 22095 (Nachverfolgbarkeit von Lieferketten).
Folgende Methoden zur Dokumentierung der Produktkette gibt es:

## Identitätserhaltung
Materialien oder Produkte stammen aus einer einzigen Quelle. Die spezifischen Eigenschaften bleiben über die gesamte Produktkette hinweg erhalten.

### Beispiele

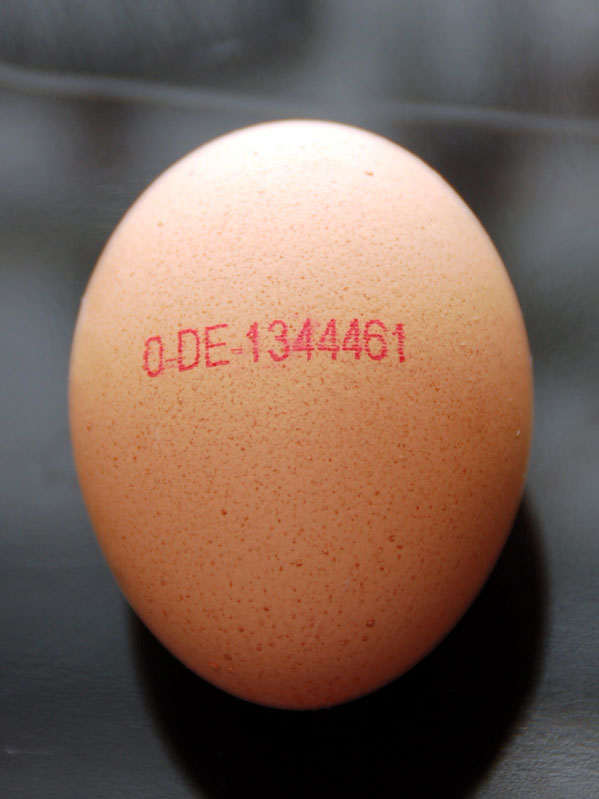
Anhand des Stempels auf dem Ei kann der Erzeugerbetrieb identifiziert werden.

Ein Beispiel ist die forensische Beweismittelkette: Hier ist es von zentraler Bedeutung, dass jeder einzelne Schritt genau dokumentiert wird, um jegliche Manipulation oder Veränderung der Beweismittel auszuschließen. Die Identitätserhaltung stellt sicher, dass Proben eindeutig gekennzeichnet, lückenlos rückverfolgbar und in einem versiegelten Zustand aufbewahrt werden – damit ihre Herkunft, Unversehrtheit und die Gültigkeit der Untersuchungsergebnisse gewährleistet bleiben.
Die Provenienzforschung ermittelt durch die systematische Erfassung und Überprüfung sämtlicher Eigentums- und Standortverläufe eines Objekts, indem sie im Sinne der Produktkette eine lückenlose und überprüfbare Dokumentation der Provenienz (Herkunft) und aller folgenden Übergänge sicherstellt.
Ein weiteres Beispiel findet sich in der Edelsteinbewertung: Das GIA (Gemological Institute of America) bewertet geschliffene Diamanten anhand festgelegter Qualitätskriterien. Nach der Analyse wird jedem Diamanten eine individuelle Identifikationsnummer zugewiesen, die mikroskopisch auf den Stein graviert wird. Diese Nummer erlaubt eine eindeutige Zuordnung zum entsprechenden Qualitätszertifikat. (Dies bezieht sich ausdrücklich nicht auf den Handel mit Rohdiamanten.)
Weitere Beispiele ist die Eierkennzeichnung, hier wird mittels des Erzeugercodes auf dem Ei die Haltungsform, das Land und der Erzeugerbetrieb identifiziert.
Ein weiteres Beispiel sind Blutkonserven, hier dient eine eindeutige Konservennummern auf dem Beutel der Identifizierung und Nachvollziehbarkeit.
Ein weiteres Beispiel aus der Logistik ist die Sendungsverfolgung von Paketen.

## Separierung
Materialien werden über die gesamte Produktkette hinweg getrennt. Zertifizierte und Nicht-Zertifizierte Ausgangsstoffe werden im gesamten Prozess voneinander getrennt bearbeitet. Zertifizierte Ausgangsstoffe unterschiedlicher Quellen oder Lieferanten können vermischt werden, sind jedoch von den Nicht-Zertifizierten Stoffen getrennt.

### Beispiele
Die der pharmazeutischen Industrie vorherrschende Gute Herstellungspraxis sieht vor, das zertifizierte und nicht-zertifizierte Ausgangsstoffe getrennt gelagert und verarbeitet werden müssen. Dies verhindert Verunreinigungen und Kreuzkontaminationen des Endprodukts.

## Kontrolliertes Mischen
Zertifiziertes und nicht zertifiziertes Material wird in der Lieferkette getrennt gehandhabt, aber im letzten Herstellungsschritt gemischt. Das Endprodukt besteht aus gemischtem Rohmaterial.

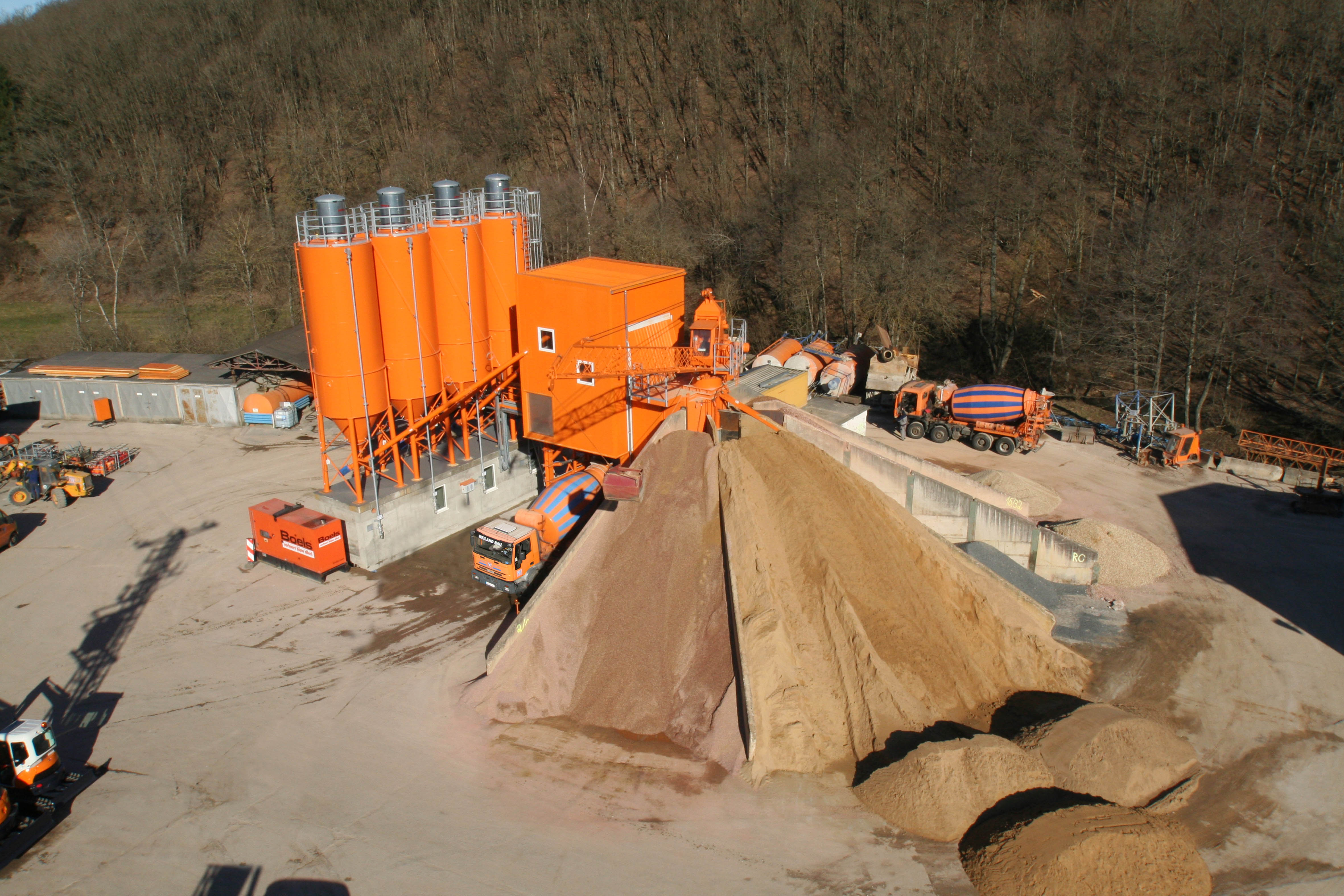
Schüttgüter wie Sand und Zement werden mittels Silo getrennt gelagert und erst im letzten Schritt gemischt.

### Beispiele
FSC Mix (70 % FSC-zertifiziertes oder zugelassenes Recyclingmaterial)
Global Organic Textile Standard (70 % kontrolliert biologisch erzeugte Naturfasern)
„Hergestellt aus X % recyceltem Plastik“
Ein Beispiel aus dem Lebensmittelrecht ist die Herstellung von Eierlikör, bei der das Produkt nur dann verkauft werden darf, wenn es einen Alkoholgehalt von mindestens 14 % aufweist.
Häufig enthalten Endprodukte wie Recyclingpapier Material aus unterschiedlichen Quellen. Deshalb werden auch Mindestwerte festgelegt, wie hoch der Anteil nachhaltiger Materialien sein muss, damit das Endprodukt noch das Siegel tragen darf. Über die Zertifizierung der Produktkette wird Nachhaltigkeit über die gesamte Lieferkette bescheinigt.

## Massenbilanz
Die zurückzuverfolgenden Produkte werden mit anderen Produkten vermischt. Neben der allgemeinen Begriffsdefinition in ISO 22095 beschreibt ISO 13662 die Massenbilanz im Detail.

### Beispiele
Die Massenbilanz wird angewendet, wenn es zum Beispiel aufgrund hoher Logistikkosten unwirtschaftlich ist, doppelte Lieferketten aufrechtzuerhalten. Ein konkretes Beispiel hierfür ist der transatlantische Transport von Fruchtsaft in Fruchtsafttankern.
Bei der Rückverfolgbarkeit von fair produziertem Kakao, Rohrzucker, Fruchtsäfte oder Tee ist der Begriff „Mengenausgleich“ üblich. Hier handelt es sich um die Anwendung der Massenbilanz.
Ein Beispiel hierfür ist das Einspeisen und transportieren von Biomethan in das Erdgasnetz, da es sich bei beiden Produkten um Methan handelt.
In Standards und Methoden zur unternehmerischen CO2-Bilanzierung (CCF) im Zuge der Nachhaltigkeitsberichterstattung oder CO2 Emissionen eines Produkts (PCF) existieren zwei unterschiedliche Ansätze zur Bilanzierung des Strombezugs: der ortsbasierte und der marktbasierte Ansatz. Der Location Based Ansatz ermittelt auf Basis der Massenbilanz den landesspezifische Strommix für die CO₂-Bilanzierung.

## Book and Claim
Die Zuordnung von Erzeugung und Verbrauch stimmt nicht unbedingt mit dem physischen Materialfluss überein. In ISO 22095 findet sich die allgemeine Begriffsdefinition während ISO 13659 Book and Claim im Detail beschreibt.

### Beispiele
In Standards und Methoden zur unternehmerischen CO2-Bilanzierung (CCF) im Zuge der Nachhaltigkeitsberichterstattung oder CO2 Emissionen eines Produkts (PCF) existieren zwei unterschiedliche Ansätze zur Bilanzierung des Strombezugs: der ortsbasierte und der marktbasierte Ansatz. Der markbasierte Ansatz entspricht der Book and Claim Methodik. Die Zusammensetzung des gelieferten Ökostroms wird auf Grundlage tatsächlicher Lieferbeziehungen unter Verwendung von Herkunftsnachweisen (Book & Claim) ermittelt und für die CO₂-Bilanzierung verwendet.

## Allgemeines

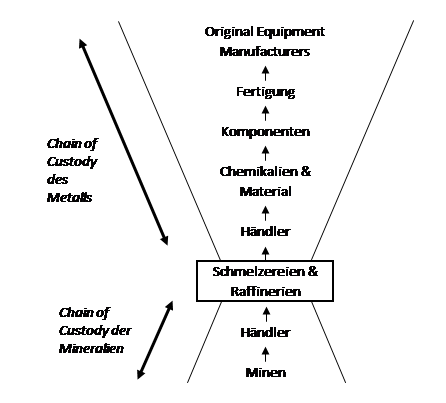
Eine typische Chain of Custody des Rohstoffabbau- und Bergbausektors. Quelle: Young (2015, S. 10).

Die Zertifizierung der Produktkette ist aufwendig, da die Produktketten sehr komplex sein können, mit fünf bis neun Stationen an geografisch unterschiedlichen Orten, von Rohstoffgewinnung in der Mine bis zum Endprodukt. Zudem gibt es zehntausende Produzenten der Metalle Zinn, Tantal, Wolfram und Gold. Deshalb macht sich das Conflict-Free Smelter Program Schlüsselstellen zunutze. In diesem Fall sind das die Schmelzanlagen und Raffinerien. Von diesen gibt es nach einer Schätzung etwa 500 weltweit, aber lediglich 200 bis 300 produzieren Materialien für die Elektronik-, Automobil- und Luftfahrtindustrie. So eignen sich diese Schlüsselstellen, um den Materialfluss zu überwachen. Es ist auch der letzte Punkt, an dem die Herkunft überprüft werden könnte, denn nach dem Schmelzprozess ist diese nicht mehr feststellbar.